# دهستان گیلوان
گیلوان، دهستانی است از توابع بخش گیلوان شهرستان طارم در استان زنجان ایران.

## جمعیت
براساس سرشماری سال ۱۳۸۵ جمعیت آن ۱۰٬۹۱۳ نفر (۲٬۷۱۶ خانوار) بوده‌است.